# Surimono

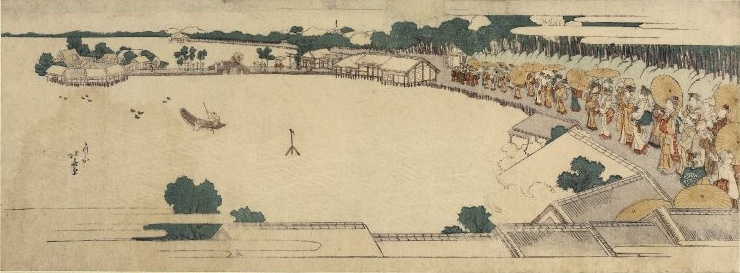
Surimono von Hokusai, Frauen am Meerufer, Yoko-nagaban, um 1810

 Surimono (japanisch 刷(り)物 oder 摺(り)物 ‚Drucksache‘) ist eine besondere Form des japanischen Farbholzschnitts. Der Begriff bezeichnet Grußkarten, die von Einzelpersonen, Dichtervereinigungen, Unternehmen wie Restaurants oder Theater in Auftrag gegeben und zu verschiedenen Anlässen an Freunde und Bekannte verschenkt wurden. Im Unterschied zu den üblichen Farbholzschnitten waren Surimono nicht für den kommerziellen Verkauf bestimmt.
Produziert wurden Surimono über einen Zeitraum von annähernd 150 Jahren zwischen ca. 1730 und ca. 1880. Die meisten Entwürfe für die Drucke stammen dabei von Künstlern des Ukiyo-e, aber auch Künstler anderer japanischer Malschulen haben Vorlagen für Surimono gezeichnet. Die Formate der Drucke reichen von kleinen Blättern mit den Maßen 6 cm × 8 cm bis hin zu Großformaten mit den Abmessungen 36 cm × 58 cm. Viele der heute noch erhaltenen Surimono wurden in einem aufwendigen und kostenintensiven Druckverfahren hergestellt, das auch Gold- und Silbereffekte einschließen konnte. Bereits Ende des 19. Jahrhunderts wurden sie bei Sammlern japanischer Farbholzschnitte aus Europa und den USA zu begehrten Objekten, seit der 2. Hälfte des 20. Jahrhunderts werden sie auch in Japan hoch geschätzt.

## Anlässe und Arten
Die ersten Surimono entstanden in der ersten Hälfte des 18. Jahrhunderts. Anlass für ihren Druck waren Gelegenheiten wie die Namensänderung eines Schauspielers oder Künstlers, die Einladung zu einer Musik- oder Theateraufführung oder zum Beispiel die Ankündigung einer Ladeneröffnung. Verschickt wurden sie auch als Abschiedsgeschenk bei Antritt einer längeren Reise oder anlässlich der im Buddhismus vorgeschriebenen Totengedenktage. Der häufigste Anlass waren jedoch Drucke rund um das Neujahrsfest (Saitan-Surimono), die sich thematisch nach den Motiven Neujahr (Saitan, 歳旦), Frühlingsvergnügen (Shunkyō, 春興) und Geschenke zum Jahresende (Seibo, 歳暮) unterteilten. Nach 1840 kamen solche „Gelegenheits-Surimono“ aus der Mode und sind nur noch selten nachweisbar.

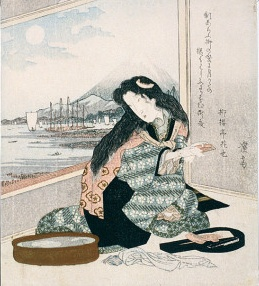
Keisai Eisen, Shikishiban, um 1825
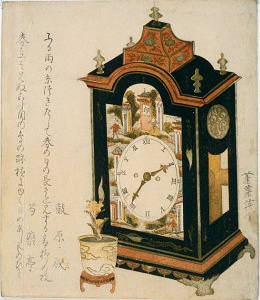
Kikugawa Eishin, Shikishiban, um 1820
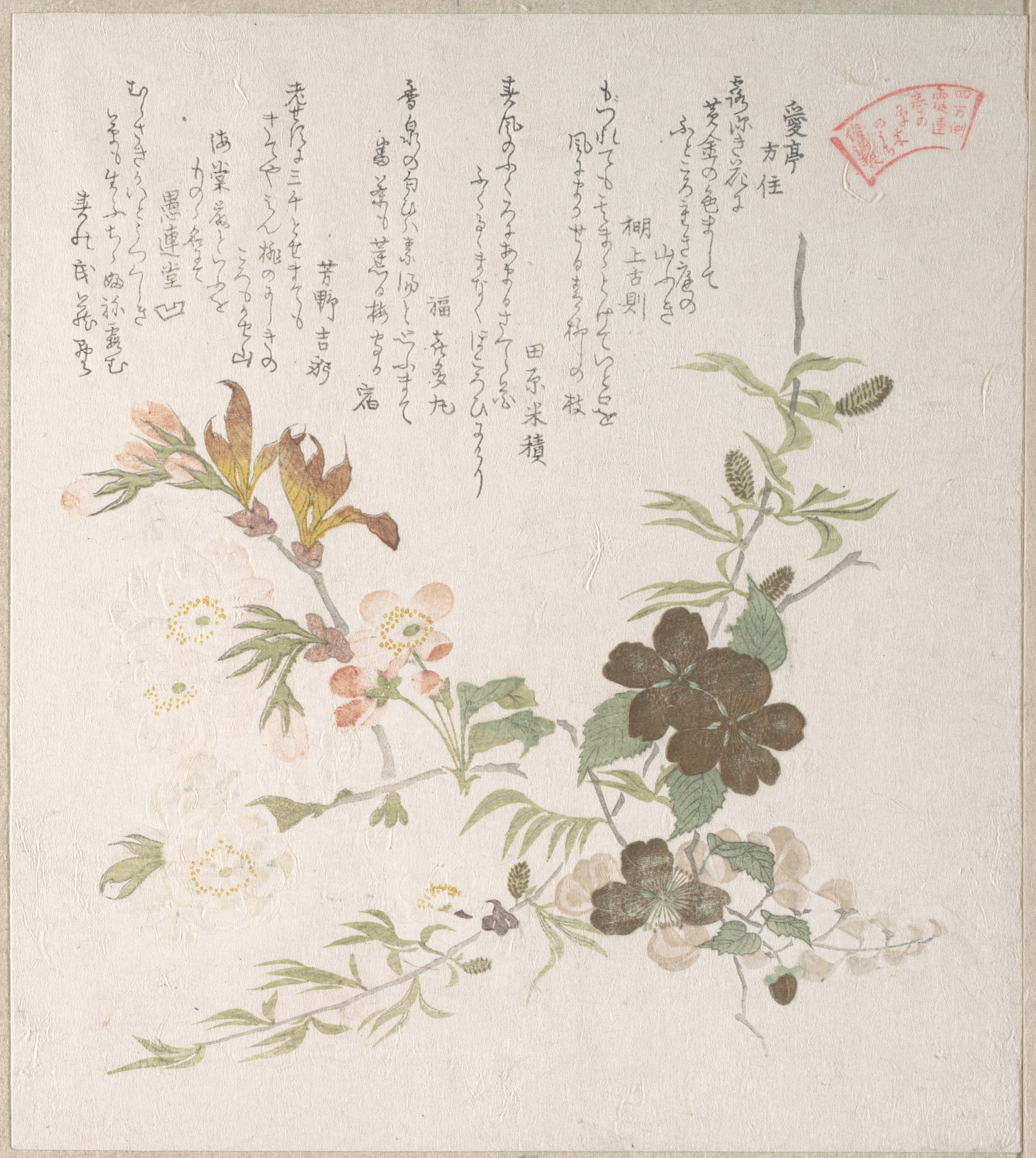
Kubo Shunman, Shikishiban, um 1820
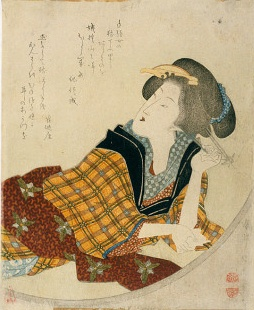
Harukawa Goshichi, Shikishiban, um 1825

Den Höhepunkt erlebte die Surimono-Produktion in Form der mit zumindest einem 31-silbigen Scherzgedicht, einem Kyōka (狂歌), bedruckten Surimono. Zu Beginn des 19. Jahrhunderts hatte sich die Kyōka-Bewegung über ganz Japan verbreitet und insbesondere in Edo gab es in jedem Stadtbezirk mindestens einen Dichterzirkel. Kyōka-Surimono entwickelten sich aus Neujahrs-Surimono, die von den Leitern der Dichterzirkel mit einem Gedicht versehen und an Schüler und Mitglieder verteilt wurden, und aus den Kyōka-ehon (Büchern mit Kyōka-Gedichten). Besonders gelungene Gedichte, die auf Dichterwettbewerben ausgezeichnet worden waren, wurden auf Einzelblätter gedruckt und unter den Clubmitgliedern verschenkt. Auftraggeber waren die Leiter der Zirkel oder auch die Verfasser der Gedichte selbst. Wer es sich leisten konnte, gab besonders aufwendig gestaltete Drucke in Auftrag. Aus der Zeit von ca. 1810 bis ca. 1830 stammen die am aufwendigsten gedruckten und die am sorgfältigsten gestalteten Surimono.

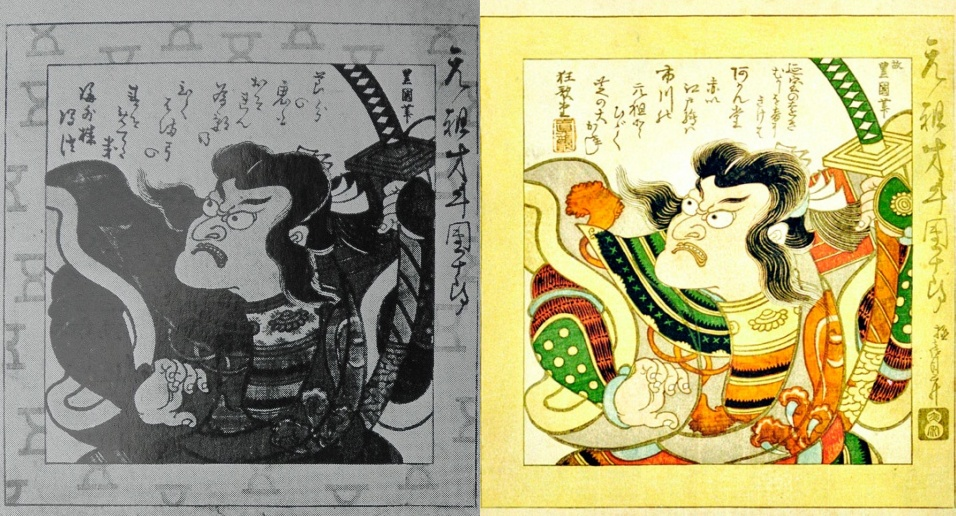
Toyokuni I., Porträt von Ichikawa Danjūrō I., links 1. Auflage, um 1820, rechts 2. Auflage, um 1832, Shikishiban

Eine Unterform der Kyōka-Surimono waren die Theater-Surimono (Shibai-Surimono, 芝居刷物). Sie wurden von Dichterzirkeln publiziert, deren Mitglieder als eifrige Verehrer des Kabuki-Theaters in Erscheinung traten. Insbesondere im Umkreis des Zirkels „Mimasu“ (Mimasu-ren, 三升連), der in Edo beheimatet war, gab man Surimono in Auftrag, um herausragende Schauspieler zu feiern, die zugleich auch das bevorzugte Motiv auf Drucken dieser Art waren.
Im Laufe der 1830er-Jahre kam die Herstellung von Surimono fast vollständig zum Erliegen. Die Kyōka-Bewegung hatte ihren Höhepunkt überschritten. Die Hungerkatastrophen der frühen Tempō-Jahre (1830–1843) und die darauf folgende allgemeine Wirtschaftskrise hatten offensichtlich ihre Spuren hinterlassen. Anfang der 1840er-Jahre unternahm das Bakufu einen Versuch, den Schwierigkeiten im Land mit Hilfe der Tempō-Reformen zu begegnen.

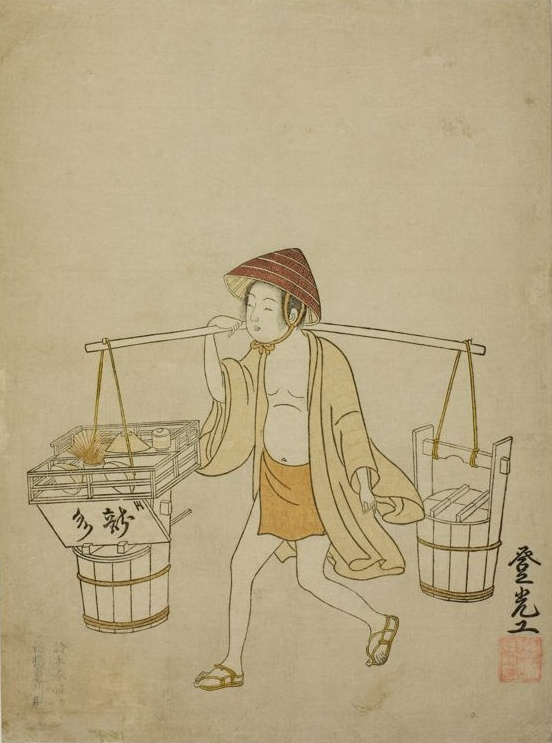
Egoyomi von Harunobu für das Jahr 1765, Chūban (中判)

Die Reformgesetze enthielten unter anderem eine ganze Reihe sogenannter „Anti-Luxus-Bestimmungen“. Obwohl ein direktes Verbot zur Herstellung von Surimono darin nicht enthalten war, wurden in den 1840er-Jahren keine gedruckt. Erst in den 1850er-Jahren wurden wieder welche produziert, jedoch in viel geringerem Maße als zuvor. Besonders in Kamigata, heute Ōsaka, lassen sich Haikai-Surimono nachweisen, die überwiegend von Künstlern der Shijō-Schule gestaltet wurden. Aber sowohl in Bezug auf die Druckausführung als auch im Hinblick auf die künstlerische Gestaltung erreichten sie nie mehr den hohen Standard der Jahre von 1810 bis 1830.
Die bereits in der ersten Hälfte des 18. Jahrhunderts aufgekommenen Bildkalender, die Egoyomi (絵暦), wurden ab dem Ende des 18. Jahrhunderts typischerweise auch mit einem Gedicht versehen und als Daishō-Surimono (大小刷物, „Drucke der langen und kurzen Monate“) bezeichnet. Sie sind eine Unterform der Surimono.
Eine weitere Sonderform der Surimono sind Efūtō (絵封筒), verzierte Briefumschläge. In sie wurden Briefe, aber auch die eigentlichen Surimono eingelegt und verschickt. Sie konnten ebenfalls aufwendig gestaltet und von Künstlerhand entworfen sein.
Gelegentlich wird in der Literatur, von Sammlern und Händlern der Begriff Shunga-Surimono für solche Shunga-Drucke gebraucht, die in ihrer Druckqualität mit derjenigen der besten Surimono-Drucke vergleichbar sind. Da Shunga jedoch für den kommerziellen Verkauf bestimmte Erzeugnisse des japanischen Verlagswesens waren, ist diese Bezeichnung nicht korrekt.

## Gestaltung und Künstler

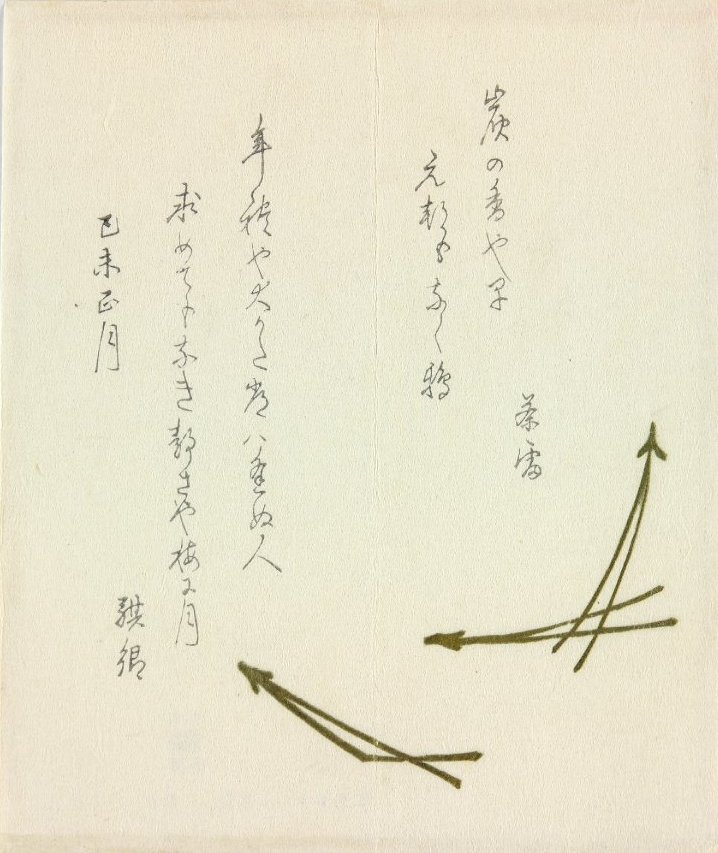
Unsigniert, Gedicht mit Nadeln, Shikishiban, um 1820

Surimono hatten üblicherweise keinen Titel, Ausnahmen hiervon bilden lediglich einige wenige Drucke, die als Teil einer Serie erschienen sind. Die meisten sind illustriert und mit zumindest einem Gedicht bedruckt. Manche sind nur illustriert und waren möglicherweise als Beilage für eine handgeschriebene Einladung gedacht oder konnten beschrieben werden. Von den Surimono, die ausschließlich mit Gedichten bedruckt waren, sind die wenigsten erhalten, da sie nicht als sammelwürdig betrachtet wurden.

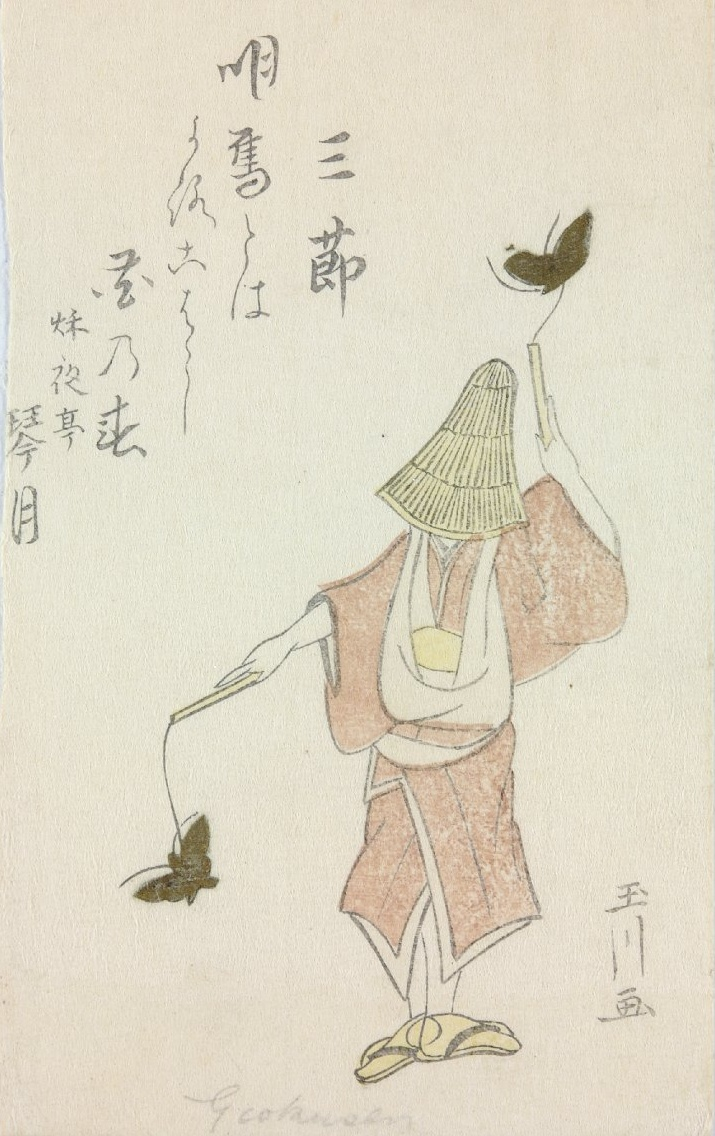
Gyokusen, Mann mit Gedicht, Tate-e Koban, um 1800

Viele Kyōka-Surimono tragen zwei Gedichte, manche auch drei oder mehr. Auf Haikai-Surimono finden sich bis zu 100 Gedichte.
Soweit die Drucke Gedichte enthalten, sind sie immer signiert, jedoch nicht mit den wahren Namen des Verfassers, sondern mit einem Pseudonym, wie es dem allgemeinen Brauch in den Dichtervereinigungen entsprach. In der Regel ist es nicht möglich, den tatsächlichen Namen des Dichters ausfindig zu machen. Aber soweit bekannt, finden sich unter den Autoren Daimyō, Samurai, Berufsdichter sowie einfache Kaufleute und Handwerker.
Mit der Gestaltung der Schrift auf den Drucken wurden in vielen Fällen spezielle Kalligraphen beauftragt. Diese bemühten sich, dem Schriftbild durch gleichzeitige Verwendung verschiedener Schriftstile, durch Zeilenteilung, durch Versetzen der Zeilen und durch Aufteilung der Schriftblöcke eine dekorative Wirkung zu geben. In einigen Ausnahmefällen haben die Kalligraphen auch auf den Drucken signiert.
Die Motive auf den illustrierten Blättern reichten von Stillleben mit erlesenen Gegenständen (Schreibutensilien, Musikinstrumente, Rüstungsteile usw.) über schöne Frauen (Bijin), Figuren- und Oberkörperportraits von Schauspielern, Landschafts-, Tier- und Pflanzendarstellungen bis hin zu einfachen grafischen Elementen.

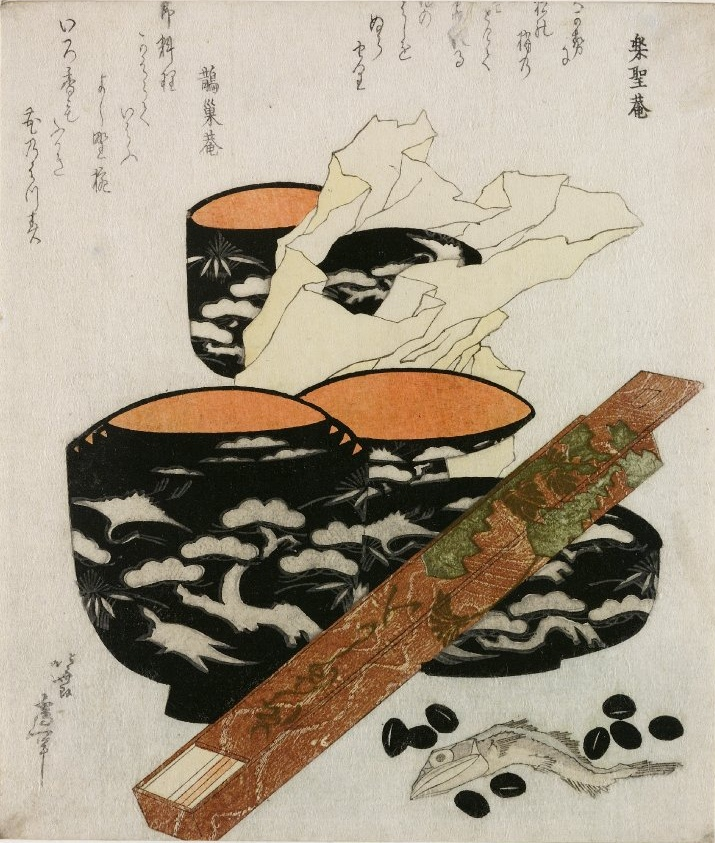
Hokusai, Stillleben, Shikishiban, um 1820

Die Illustrationen für die Drucke wurden fast immer von einem Grafiker bzw. Künstler allein entworfen. Vielfach sind sie von Vertretern des Ukiyo-e gestaltet. Am bekanntesten unter ihnen ist Katsushika Hokusai, der Entwürfe für einige hundert Surimono geliefert hat. Einige seiner Schüler wie Hokuba, Shinsai und insbesondere Hokkei zeichneten ebenfalls sehr erfolgreich Vorlagen für Surimono. Auch Keisai Eisen und Angehörige der Utagawa-Schule wie Toyokuni I., Toyoshige, Kuniyoshi, Kunisada, Hiroshige und andere wurden häufig mit dem Entwurf von Surimono beauftragt. Von Kunisada allein sind mehr als 250 Surimono-Drucke bekannt.
Aufträge für die Gestaltung von Surimono gingen jedoch auch an Künstler, die ansonsten keine Farbholzschnitte entworfen haben bzw. nicht zum Kreis der Ukiyo-e-Künstler gehörten, z. B. an den Ukiyo-e-Maler Sunayama Gosei, den Dichter Yashima Gakutei, an Maler der Shijō-Schule wie Kō Sukoku II. und Matsukawa Hanzan, den Rimpa-Maler Sakai Hōitsu, die Nanga-Maler Ishikawa Kazan und Kubo Shunman, den Kanō-Maler Oishi Matora und viele andere. Insbesondere Gakutei und Shunman, der auch als Verleger für Surimono tätig war, zählen zu den bedeutendsten Surimono-Künstlern.
Einige wenige Drucke sind von mehreren Künstlern gemeinsam entworfen worden. Solche Gemeinschaftsarbeiten finden sich bei Darstellungen der „Sieben Glücksgötter“, anderen Neujahrsdrucken und einigen Gedächtnisbildern (Shini-e, 死絵). Z. B. trägt ein Neujahrsdruck von Künstlern der Utagawa-Schule zehn unterschiedliche Signaturen.

## Druck und Formate

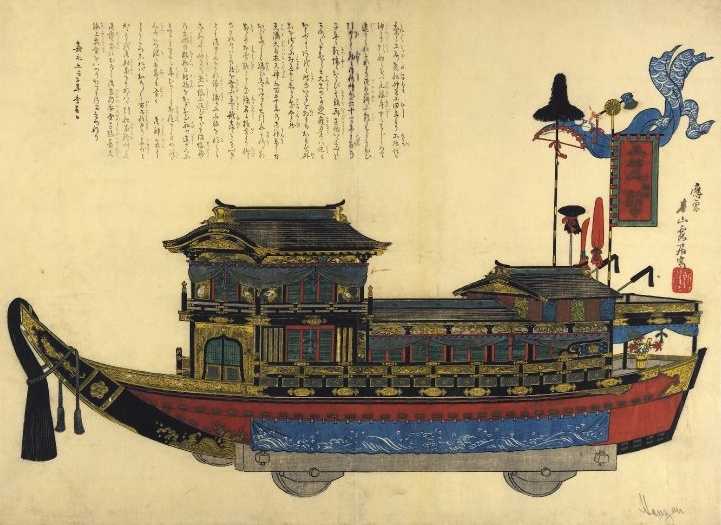
Matsukawa Hanzan, Haikai-Surimono mit 21 Gedichten, Daiōban, um 1852

Mit der Gestaltung und Produktion der Surimono wurden meistens die bekannten Verleger der Farbholzschnitte beauftragt. Sie verteilten die Aufgaben und organisierten den Produktionsprozess. Wahrscheinlich ist allerdings, dass die Auftraggeber Wünsche in Bezug auf den Künstler, der den Entwurf des Bildteils liefern sollte, äußerten und die Verleger den Wunschkandidaten engagierten.
Da Surimono nicht für den kommerziellen Verkauf bestimmt waren, mussten sie nicht der Zensur vorgelegt werden und tragen folglich keine Zensur- oder Verlegersiegel.
Sehr häufig wurden Surimono in einem aufwendigen Druckverfahren hergestellt. Im Wesentlichen gab es allerdings keinen Unterschied zu normalen Farbholzschnitten. Nur das verwendete Papier war regelmäßig von bester Qualität (Hōsho-gami, 奉書紙), wie es auch für Kalligraphien benutzt wurde, und die Farbpalette war in den meisten Fällen dezenter. Wie auf anderen Luxus-Farbholzschnitten auch finden sich Farbschattierung, Blinddruck, Polierung, Glimmerpulver und Metalleffekte, wie Kupfer, Silber- und Goldimitation. Wie aufwendig ein Druck gestaltet war, hing nicht zuletzt von der Finanzkraft des Auftraggebers ab. In den meisten Fällen war die Anwendung der aufwendigen Drucktechniken den Kyōka-Surimono des 2. und 3. Jahrzehnts des 19. Jahrhunderts vorbehalten.

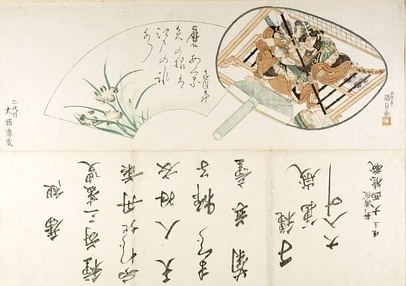
Kunisada, vollständig erhaltenes Einladungs-Surimono, Daiōban, um 1825

Der größte Unterschied zur Produktion normaler Farbholzschnitte war bei den Kyōka- und Haikai-Surimono die Beauftragung eines weiteren Künstlers, des Kalligraphen, für die Ausführung der Schrift und die Beauftragung von speziellen Holzschneidern für das Schneiden der besonderen Druckplatte für die Schrift. Die Herstellung dieser speziellen Druckplatten in anderen Werkstätten ist daran ersichtlich, dass die Position der Texte von einem Druck zum anderen leicht abweicht und dass daher keine Passmarken (Kentō) vorhanden waren, die die millimetergenaue Übereinstimmung mit den anderen Druckplatten garantiert hätten.
Surimono hatten, dem Zweck entsprechend, regelmäßig nur kleine Auflagen von vielleicht 100 bis 200 Exemplaren pro Druck. Zumeist entstanden sie als Einzeldrucke; gelegentlich finden sich auch zusammengehörige Diptychen und Triptychen. Speziell von Kyōka-Drucken existieren ganze Serien mit über 20 Blättern. In Einzelfällen wurden solche Serien in leicht veränderter Form, ohne Gedicht bzw. in der Öffentlichkeit bekannte Gedichte und ohne Signet des Dichterzirkels, von den Verlegern nochmals gedruckt und kommerziell verkauft. Die Auflagen dürften in solchen Fällen mit denen einfacher Farbholzschnitte vergleichbar gewesen sein und bei einer Stückzahl zwischen 500 und 1000 Exemplaren gelegen haben.
Die Maße der Drucke variierten, je nachdem wie groß der ursprüngliche Papierbogen (Daiōban, auch Ō-ōban (大大判), Maße: 39–44 cm × 54–58 cm) war, aus dem die Papiere für den Druck geschnitten wurden.

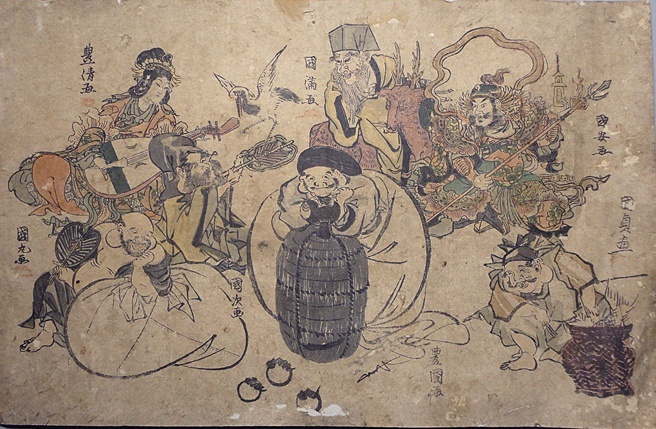
Toyokuni I. und andere, „Die sieben Glücksgötter“, Yoko-e Ōban, um 1825

Bis ca. 1780 waren Drucke im halben Koban-Format (小判) am gebräuchlichsten. Zumeist waren die Surimono bis dahin ohne besondere Drucktechniken hergestellt worden. Danach fanden immer aufwendigere Druckverfahren Anwendung und das größere Koban-Format wurde zum am häufigsten verwendeten Format (Maße: 13–15 cm × 18–22 cm). Es entstand aus einem in acht gleiche Teile geschnittenen Grundbogen und wurde sowohl in vertikaler (Tate-e, 縦絵) als auch horizontaler (Yoko-e, 横絵) Ausrichtung bedruckt.
Zu Beginn des 19. Jahrhunderts kam zunehmend das Shikishiban-Format (色紙判) in Gebrauch, das auch als Kakuban (角判) bezeichnet wird (Maße: 18–19,5 cm × 19–22 cm). Hierzu wurde der Grundbogen in sechs gleiche Teile zerschnitten, die ein annähernd quadratisches Blatt ergaben. Ab ca. 1810 war es bis in die 1830er-Jahre das Standardformat für Surimono.
Ein sehr breites Format ist das Yoko-nagaban (横長判). Es ergab sich, wenn der Grundbogen der Höhe nach in zwei Hälften geteilt wurde (Maße: 19,5–22 cm × 54–58 cm). Ursprünglich war jedoch häufig bei Drucken im Yoko-nagaban-Format der gesamte Grundbogen bedruckt. Auf der einen Hälfte befand sich dabei die Illustration mit dem Gedicht oder den Gedichten, auf der anderen Hälfte war das Programm der Veranstaltung zu lesen, zu der eingeladen wurde. Auf den meisten existierenden Drucken ist dieser Textteil, der auf der oberen oder unteren Hälfte stehen konnte, abgeschnitten und verloren, sodass das Yoko-nagaban übrig geblieben ist.
Gelegentlich finden sich Drucke im Daiōban-Format, bei denen der gesamte Papierbogen mit Illustration und/oder Gedichten bedruckt wurde. In wenigen Ausnahmefällen ist das Surimono auf ein normales, horizontales Ōban-Format (大判) gedruckt, wie es für die meisten Farbholzschnitte der späten Edo-Zeit verwendet wurde.

## Sammeln von Surimono

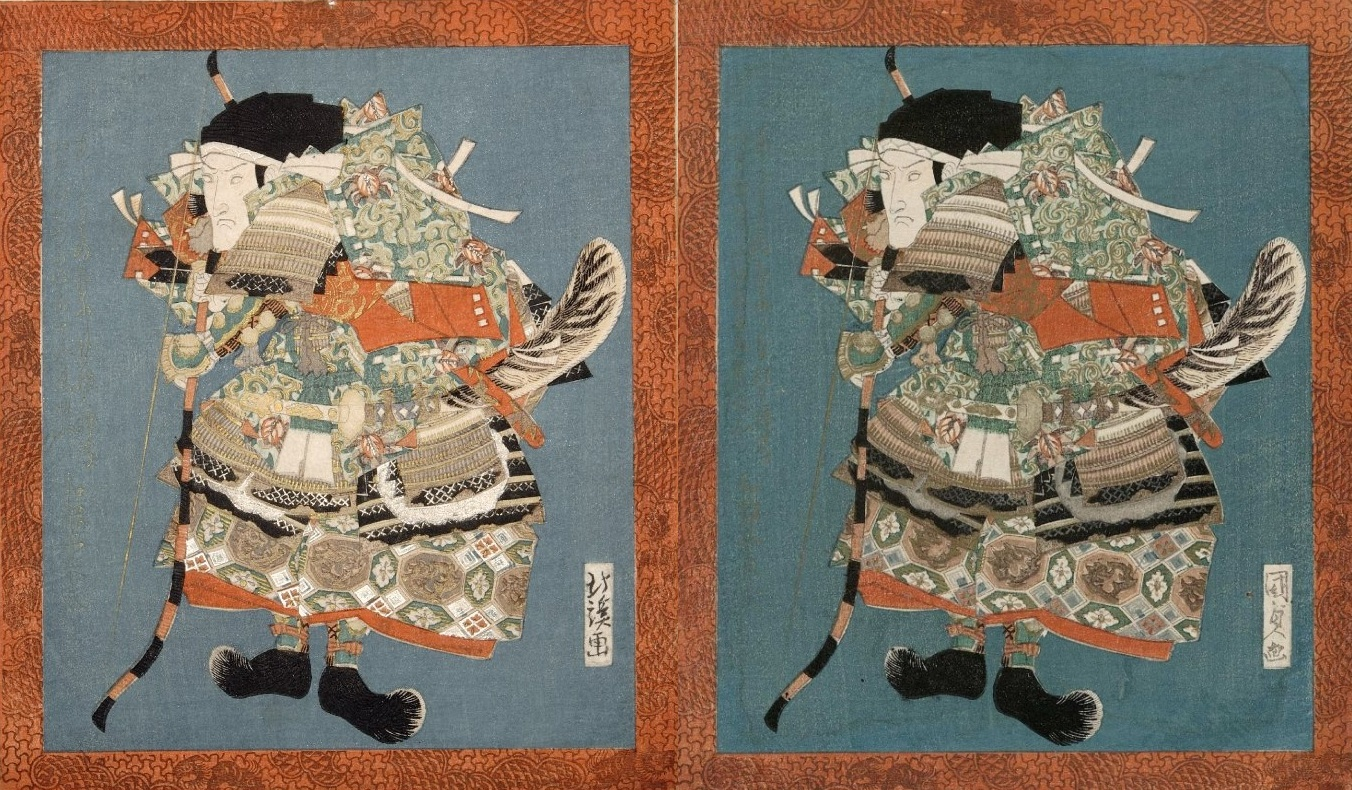
Kunisada, rechts Original, links gefälschte Hokkei-Signatur, Shikishiban, um 1825

Soweit Surimono Einladungen, einfache Grußbotschaften oder Ähnliches enthielten, gab es selten Anlass sie für längere Zeit aufzubewahren. Die wenigsten dieser Drucke sind erhalten geblieben.
Kyōka- und Haikai-Vereinigungen umfassten bis zu einige hundert Mitglieder, unter denen die von der eigenen Vereinigung hergestellten Drucke verteilt wurden. Die Mitglieder sammelten die Drucke in Alben und vererbten sie innerhalb der Familie. Nur einige wenige dieser Alben sind bis heute vollständig erhalten und befinden sich im Besitz von Museen. Die meisten sind durch Brand und Wasser im Laufe der Jahrzehnte vernichtet worden.

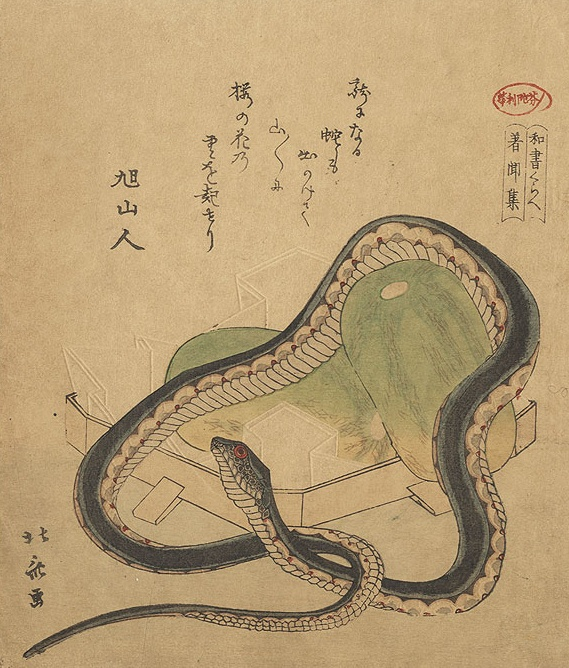
Surimono-Nachdruck mit der Signatur Hokusais, Shikishiban, um 1920, der originale Druck war von Hokkei um 1820

Was nicht zerstört war, kam im letzten Viertel des 19. Jahrhunderts zusammen mit Zehntausenden anderer Holzschnitte in den Westen, vor allem nach Großbritannien, Frankreich und in die USA. Surimono fanden zunächst in Frankreich Beachtung (ab ca. 1880) und mit Beginn des 20. Jahrhunderts auch in den USA. Die besten Blätter erreichten auf Auktionen fast dieselben Preise wie die begehrten Landschaftsdrucke von Hokusai.

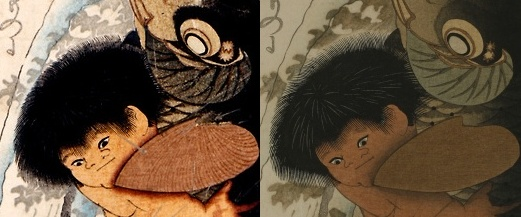
Detail aus einem Hokkei-Druck, um 1820, links Original, rechts späterer Nachdruck

Die zu dieser Zeit verkauften Drucke waren aus der Blütezeit des Surimono-Druckes in Japan. Sie repräsentierten die mit hohem finanziellen Aufwand hergestellten Kyōka-Drucke und waren regelmäßig in bestem Erhaltungszustand, da ihre Aufbewahrung in Alben sie vor dem Verbleichen der Farben geschützt hatte.
Soweit Surimono, die heutzutage verkauft werden, auf dieselben Quellen zurückzuführen sind, ihre Sammlungsgeschichte nachvollziehbar ist und die Farben der Drucke nicht durch falsche Aufbewahrung zerstört sind, erzielen sie auf Auktionen noch immer sehr hohe Preise.
Dass Surimono selten und bei Sammlern hoch begehrt sind, erkannten japanische Händler bereits Ende des 19. Jahrhunderts. Eine der Methoden zur Erzielung höherer Erlöse war das Fälschen von Signaturen auf Drucken von weniger gesuchten Künstlern, so wurde zum Beispiel aus einem Kunisada schon einmal ein Hokkei oder ein Hiroshige. In größerem Umfang wurden die Betrügereien jedoch durch den Neudruck originaler Vorlagen ermöglicht. Von den Drucken begehrter Künstler wie Hokusai, Gakutei und Shunman wurden Faksimile angefertigt.

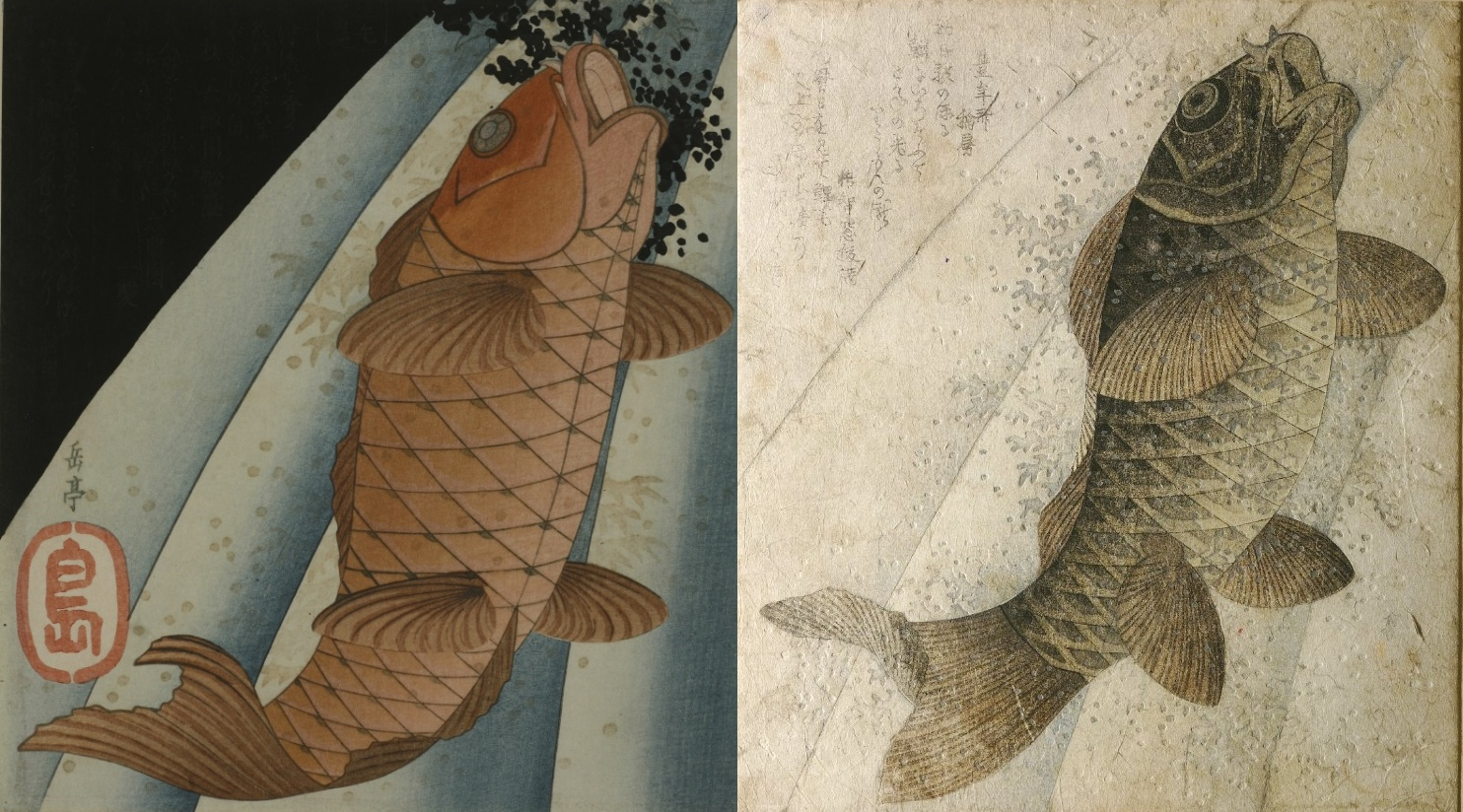
Gakutai, Shikishiban, um 1830, rechts Original, links späterer Nachdruck

Es entstanden ganze Druckserien, die speziell für den westlichen Markt bestimmt waren, wie die Umschläge mit englischsprachigem Aufdruck zeigen, in denen sie verpackt waren. Skrupellose Händler verkauften solche Drucke ohne die Umschläge auch gerne als Originale. Es findet sich kaum eine große Sammlung in den Museen des Westens, die nicht solche Nachdrucke enthält. Auf den ersten Blick sind diese Nachdrucke kaum von den Originalen zu unterscheiden: Papier- und Druckqualität sind ähnlich aufwendig wie bei den Vorlagen. Erst beim zweiten Blick offenbart sich, dass die Linienführung steifer und der Druck insgesamt weniger fein ausgeführt ist. Roger Keyes bezeichnete diese frühen Nachdrucke als A-Surimono, um sie von den späteren, schlechter gedruckten Varianten zu unterscheiden, bei denen regelmäßig Papier von schlechterer Qualität verwendet und auf die besonderen Merkmale wie Polierung und Metalleffekte verzichtet wurde. Nach Keyes sind die spätesten dieser Drucke, die D-Surimono, in den 1930er-Jahren entstanden.
Surimono sind ein beliebtes, aber wegen der vielen auf den Markt befindlichen Nachdrucke auch ein sehr schwieriges Sammelgebiet.

## Ausstellung
- 2008: Surimono. Die Kunst der Anspielung in Japanischen Holzdrucken, Museum Rietberg, Zürich